# Žalm 13
Žalm 13 („Dlouho ještě, Hospodine, na mě ani nevzpomeneš?“, v Septuagintě dle řeckého číslování žalm 12) je biblický žalm. Žalm je nadepsán těmito slovy: „Pro předního zpěváka, žalm Davidův.“ Podle některých vykladačů toto nadepsání znamená, že žalm byl určen k tomu, aby jej při určitých příležitostech odzpívával zkušený zpěvák za přítomnosti krále z Davidova rodu. Žalm po formální stránce vykazuje znaky typické elegie.

## Užití
Spis Šimuš Tehilim („Užití Žalmů“), jehož autorem je zřejmě židovský učenec Chaj Ga'on (939–1038), uvádí, že recitace 13. žalmu chrání před nepřirozenou smrtí a jinými neštěstími a je též nápomocná těm, kteří trpí očním onemocněním.